# Grâce-Uzel
Grâce-Uzel (bretonisch: Gras-Uzel) ist eine französische Gemeinde mit 429 Einwohnern (Stand 1. Januar 2022) im Département Côtes-d’Armor in der Region Bretagne. Grâce-Uzel liegt in einer landwirtschaftlich genutzten Region 8 km nördlich von Loudéac. Benannt ist die Gemeinde nach der im Jahr 1773 erbauten Kapelle Notre-Dame-de-Grâce.

## Bevölkerungsentwicklung
| 1962 | 1968 | 1975 | 1982 | 1990 | 1999 | 2007 | 2016 |
| ---- | ---- | ---- | ---- | ---- | ---- | ---- | ---- |
| 395  | 435  | 386  | 365  | 418  | 401  | 407  | 425  |

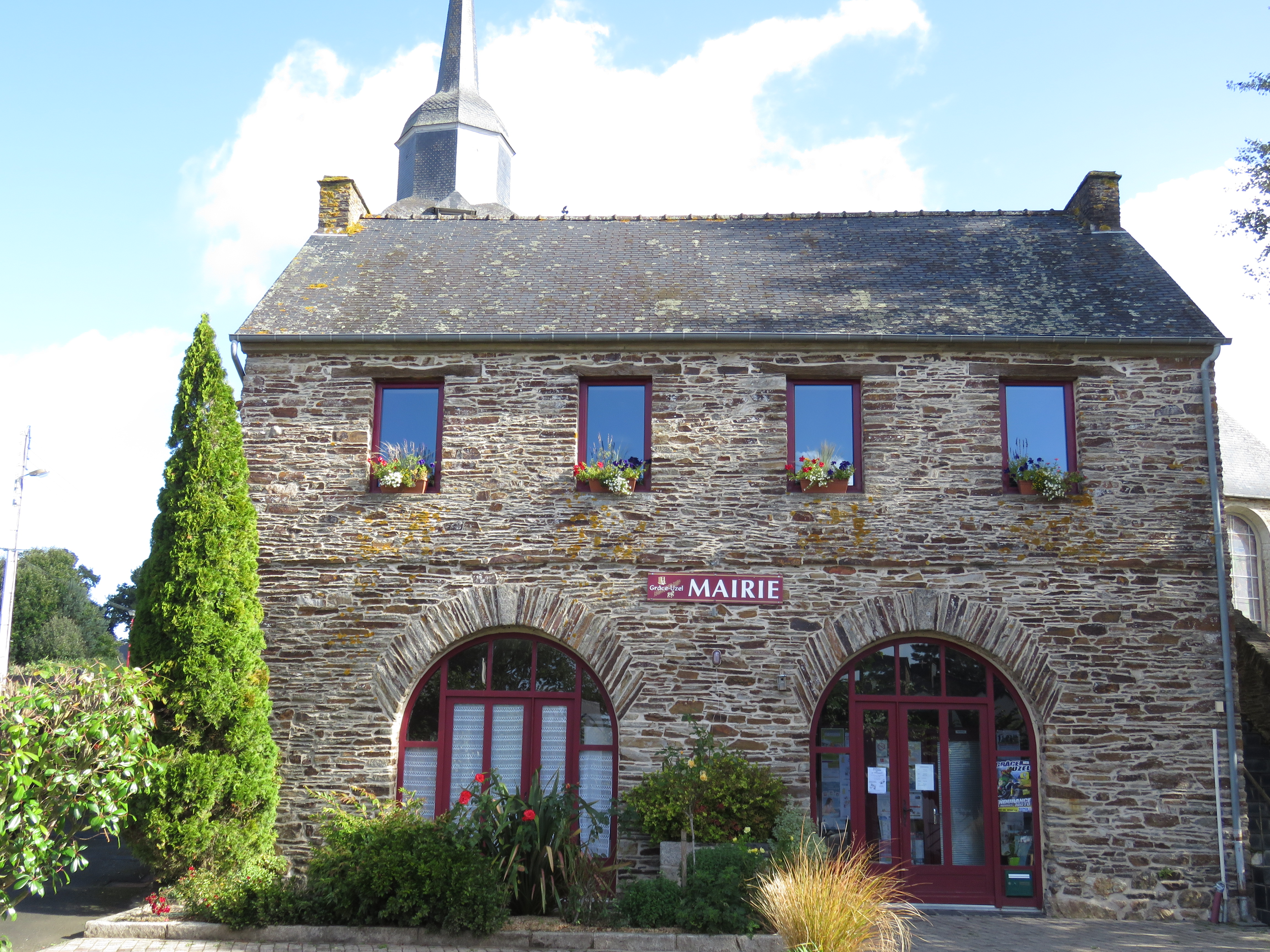
Rathaus (mairie) von Grâce-Uzel
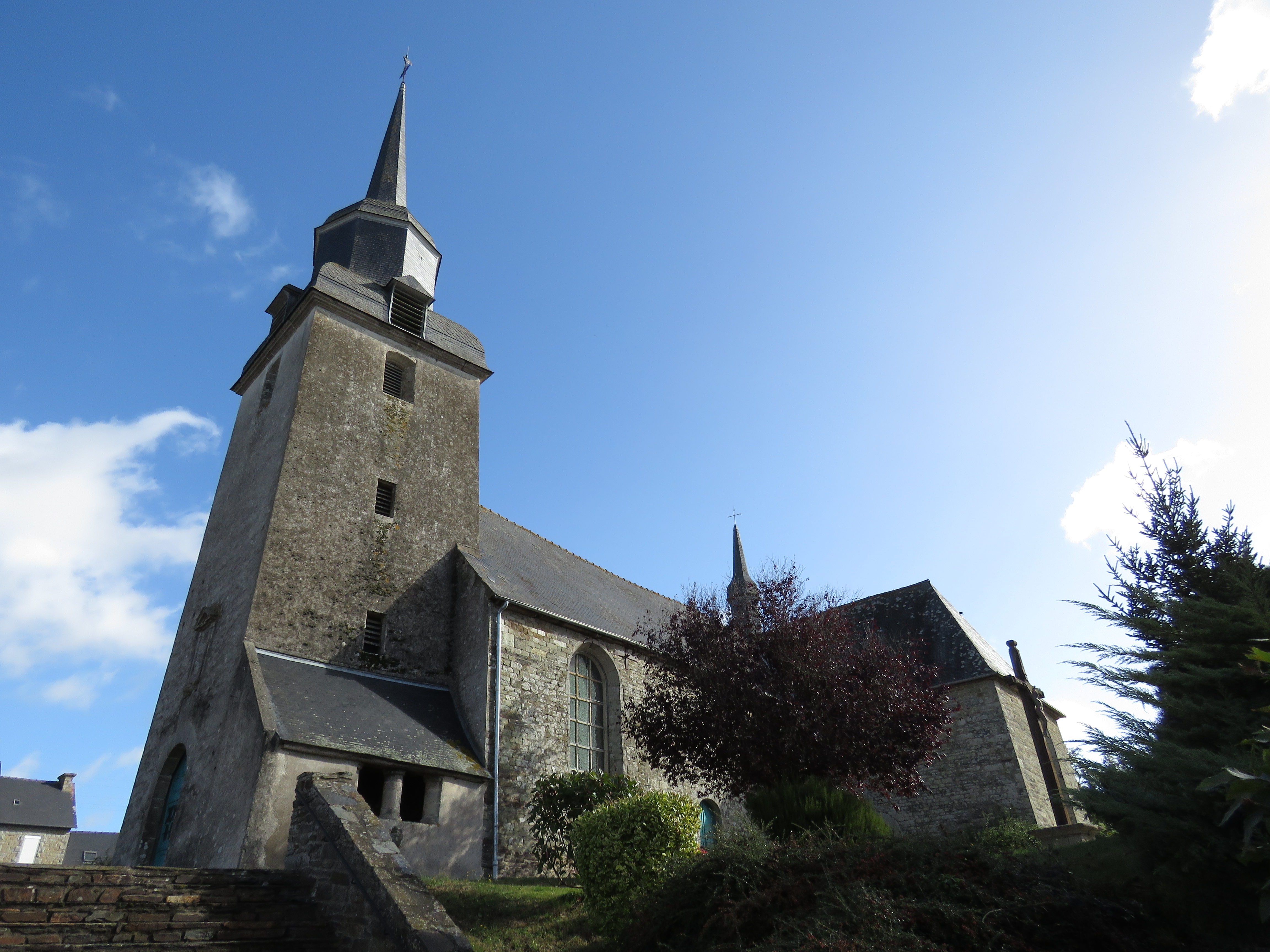
Kirche Notre-Dame